# 이상수 (탁구 선수)
이상수(李尚洙, 1990년 8월 13일~)는 대한민국의 前 탁구 선수이다. 2016년과 2020년 하계 올림픽에 참가했다.

## 경력
부천 중원고등학교를 졸업했다. 
2013년 5월 프랑스 파리에서 열란 2013년 세계 선수권 대회 혼합 복식 부문에서 박영숙과 함께 은메달을 획득했다. 2016년 브라질 리우데자네이루에서 열린 2016년 하계 올림픽에 참가하여 단식과 단체전에 출전했다.
2017년 6월 독일 뒤셀도르프에서 열린 2017년 세계 선수권 대회 단식에서 동메달을 거머쥐었다. 2021년 일본 도쿄에서 열린 2020년 하계 올림픽에 참가하여 혼합 복식 종목에 출전하였다.

## 개인사
2019년 12월 2013년 세계 선수권 대회 혼합 복식에서 함께 짝을 맞춘 탁구 선수인 박영숙과 결혼했으며, 2020년에 아들 이은우를 낳았다.